# 16 de noviembre
El 16 de noviembre es el 320.º (tricentésimo vigésimo) día del año en el calendario gregoriano y el 321.º en los años bisiestos. Quedan 45 días para finalizar el año.

## Acontecimientos
- 534: en Roma, el emperador Justiniano promulga la revisión del Codex Justinianus.
- 951: El emperador Li Jing envía una fuerza expedicionaria del sur de Tang de 10 000 hombres al mando de Bian Hao para conquistar Chu. Li Jing traslada a la familia gobernante a su propia capital en Nankín, poniendo fin al reino de Chu.
- 1272: Mientras viajaba en el contexto de la Novena Cruzada, el Príncipe Eduardo I se convierte en Rey de Inglaterra tras la muerte de Enrique III de Inglaterra, pero no regresará a Inglaterra durante casi dos años para asumir el trono.
- 1384: en Polonia, Eduviges es coronada  «rey» de Polonia (a pesar de ser mujer).
- 1403: en Siria y Turquía se registra un terremoto de magnitud 6,8 en la escala sismológica de Richter, y un maremoto en el mar Mediterráneo.
- 1491: en Ávila (España) son quemados vivos en un auto de fe dos judíos y seis judíos conversos, acusados del asesinato ritual del llamado Santo Niño de La Guardia.
- 1493: en el mar Caribe, Cristóbal Colón llega a la isla de Puerto Rico.
- 1509: en Edirne (Turquía), a 500 km al noroeste de Estambul, y casi en la frontera con Bulgaria, se produce un terremoto.
- 1518: en Santiago de Cuba, el conquistador español Hernán Cortés se embarca hacia México.
- 1519: en Cuba, Pánfilo de Narváez funda la aldea de San Cristóbal de La Habana (La Habana, una de las ciudades más antiguas de América).
- 1532: en Cajamarca (Perú), Francisco Pizarro y sus colaboradores secuestran al gobernante inca Atahualpa. Seis meses después lograrán cobrar el rescate y lo asesinarán.
- 1618: en Hebei (China) se produce un terremoto de magnitud 6,5 en la escala sismológica de Richter (intensidad VIII).
- 1632: en Lützen (Alemania) —en el marco de la Guerra de los Treinta Años —, el rey Gustavo II Adolfo de Suecia muere en la Batalla de Lützen.
- 1665: en Oxford (Inglaterra) se funda la revista Oxford Gazette, publicación decana de la prensa británica.
- 1668: la villa de Santiago de Cuba es saqueada por corsarios británicos.
- 1700: en Madrid (España) es proclamado Felipe V.
- 1720: Jack Rackham, más conocido como Calicó Jack o Jack el Calicó, y su tripulación son juzgados en Saint Jago De La Vega en Jamaica, declarados culpables de piratería y ahorcados al día siguiente.
- 1780: en Cuzco (Perú), el líder revolucionario inca Túpac Amaru II proclama la abolición de la esclavitud por vez primera en América. El 18 de mayo del año siguiente será ejecutado mediante desmembramiento y decapitación.
- 1810: en la provincia de Corrientes (Argentina) el abogado Manuel Belgrano funda la aldea de Curuzú Cuatiá.
- 1827: en Colombia, unos 80 km al sur de Popayán, a las 17:45 hora local se produce un terremoto de magnitud 9,0 en la escala de magnitud de momento, que deja un saldo de 250 víctimas. El día anterior se había producido un sismo de menor intensidad a unos 150 km de distancia.
- 1839: en el estado de Andhra Pradesh (India), una marejada ciclónica (de 12 m de altura) provocada por un inmenso ciclón golpea la localidad de Coringa, destruye 2000 barcos y mata a 20 000 personas. Ya en 1789 había sucedido lo mismo, con la misma cantidad de víctimas.
- 1855: el explorador escocés David Livingstone, descubre las cascadas del Zambeze a las que los nativos llamaban "humo que truena" y Livingstone dio el nombre de cataratas Victoria, en honor a la reina Victoria.
- 1870: en el Reino de España, las Cortes eligen a Amadeo de Saboya para ocupar el trono de ese país.
- 1885: en los Estados Unidos, George Eastman fundador de la empresa Kodak, inventa la película nitrocelulosa para la impresión de imágenes.
- 1901: en el hipódromo de la ciudad de Buenos Aires se realiza la primera carrera de autos.
- 1904: Estados Unidos compra a Panamá, por 40 millones de dólares, todos los derechos sobre el Canal de Panamá.
- 1908: en el teatro New York Metropolitan Opera (Estados Unidos), el director de orquesta italiano Arturo Toscanini dirige por primera vez.
- 1914: el pitcher Emilio Palmero lanzando por el Habana, deja sin hits al Fe, pero permite una carrera al combinarse base por bolas, toque y un wild pitch, el juego termina 7 carreras por 1.
- 1918: en Hungría se proclama la república.
- 1920: en Rusia termina la guerra civil iniciada en 1918.
- 1923: primer vuelo en aeroplano sobre la Antártida.
- 1923: Transjordania y Palestina se separan.
- 1923: en los Estados Unidos se crea la Interpol.
- 1923: Francia y Bélgica ocupan el Ruhr.
- 1933: Estados Unidos reconoce oficialmente a la Unión Soviética (creada 16 años antes).
- 1938: en España ―en el marco de la guerra civil española― termina la decisiva Batalla del Ebro, la más larga y cruenta de toda la guerra, en la que el ejército republicano dejó 10 000 muertos y 20 000 prisioneros.
- 1938: en los laboratorios Sandoz de Basilea (Suiza), el químico suizo Albert Hofmann (1906-2008), mientras estudia los alcaloides producidos por el cornezuelo del centeno, sintetiza la dietilamida de ácido lisérgico (LSD). Descubrirá involuntariamente sus efectos psicotrópicos cuatro años más tarde (el 16 de abril de 1943).
- 1940: en la Alemania nazi se crea el 1.º y 2.º Grupo Panzer.
- 1944: En el ámbito de la Segunda Guerra Mundial, la ciudad alemana de Düren es bombardeada por 474 bombarderos ingleses, produciéndose 3127 víctimas mortales.[1]
- 1944: En el marco de la Segunda Guerra Mundial, la ciudad alemana de Jülich es bombardeada por los aliados produciéndose la destrucción del 97% de la ciudad.[2]
- 1945: en Londres (Reino Unido), los representantes de 44 países acuerdan crear la UNESCO.

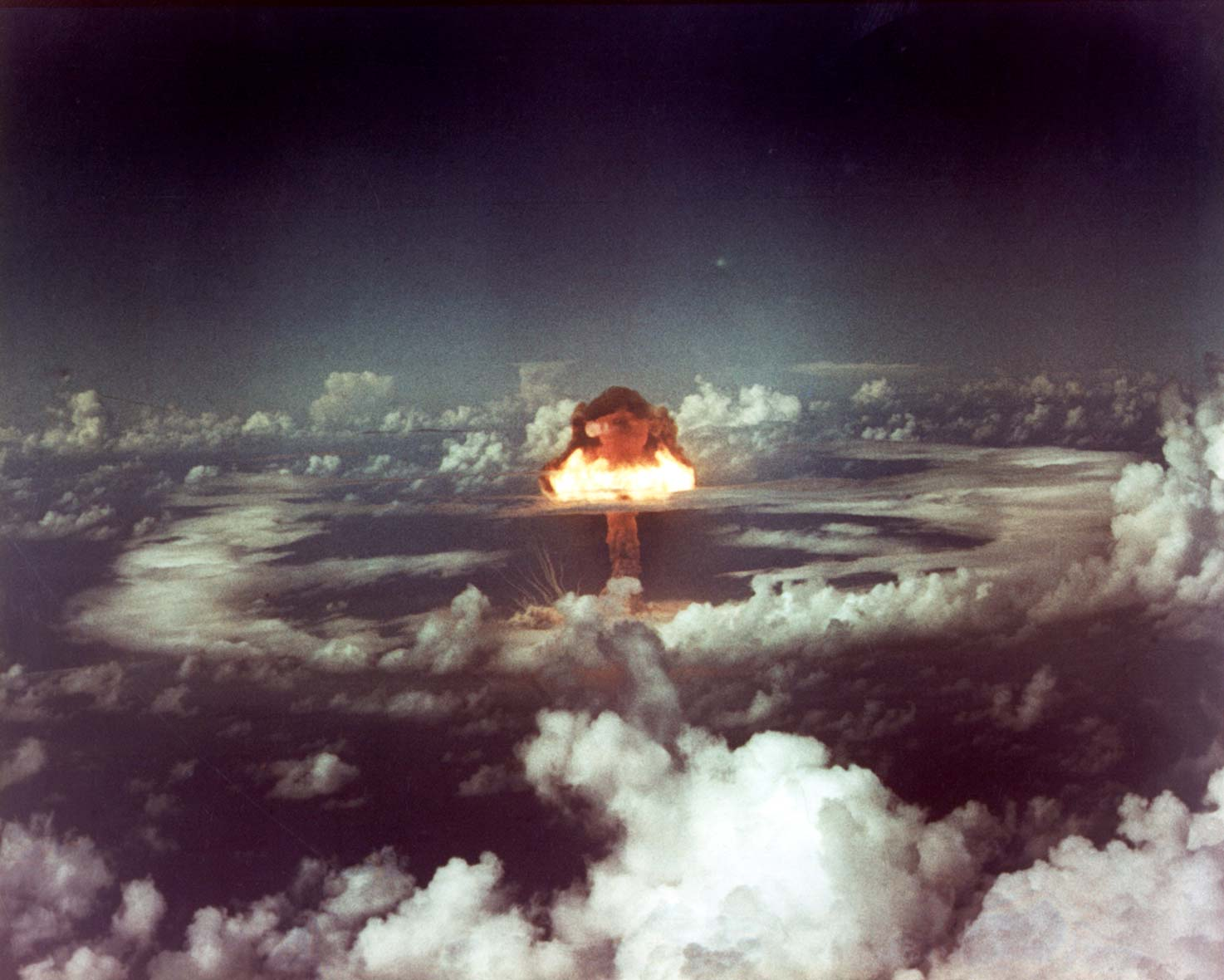
Hongo atómico de la bomba Ivy King (de 1952), vista desde el aire.

- 1946: en los Estados Unidos, una paloma mensajera es condecorada por sus servicios de mensajería durante la Segunda Guerra Mundial (1939-1945).
- 1949: en Bélgica un grupo de estudiantes ocupó el Castillo de los Condes de Gante para protestar contra el aumento del precio de la cerveza y la abolición de los cascos blancos en la policía.[3]
- 1952: en el atolón Enewetak (islas Marshall), a las 11:30, hora local (o a las 23:30, hora mundial), Estados Unidos hace detonar a 450 metros de altitud la bomba atómica Ivy King, de 500 kilotones.
- 1957: en la ciudad de La Habana se inaugura el Hotel Riviera, asisten el delincuente estadounidense Meyer Lansky y el dictador cubano Fulgencio Batista.
- 1965: la Unión Soviética lanza hacia Venus la sonda espacial Venera 3, que se convierte en la primera sonda que impacta contra Venus, aunque no llegó a transmitir datos científicos.
- 1974: desde el Radiotelescopio de Arecibo (Puerto Rico) se envía el Mensaje de Arecibo hacia el espacio exterior.
- 1977: en el Consejo de Europa se aprueba por unanimidad el ingreso de España ―recién salida de la dictadura franquista― en ese organismo.
- 1978: en Colombo (capital de Sri Lanka) un accidente aéreo causa la muerte de 200 personas.
- 1979: la Unesco proclama Patrimonio de la Humanidad a la Habana Vieja y las fortalezas circundantes, al celebrar la ciudad el 460.º aniversario de su fundación.
- 1982: en Asia se funda el Consejo Olímpico de Asia.[4]
- 1982: en Cuba, el dictador Fidel Castro envía una carta a los maestros internacionalistas cubanos que se encuentran en Nicaragua cumpliendo misiones de educación primaria.
- 1989: en El Salvador, las Fuerzas Armadas asesinan a seis religiosos jesuitas y a dos mujeres.
- 1989: en España, el escritor paraguayo Augusto Roa Bastos gana el Premio Cervantes de Literatura.
- 1990: la Iglesia de Santa María de Altagracia de Jaraíz de la Vera es declarada Bien de Interés Cultural.
- 1996: Desde el cosmódromo de Baikonur (en Kazajistán), Rusia lanza la sonda Mars 96, que debía llegar a Marte diez meses más tarde. Sin embargo, la nave falla y caerá cuatro horas después, 150 km al noroeste de la ciudad de Iquique (en el norte de Chile), cerca de la frontera con Bolivia, con su batería termoeléctrica de 200 g de plutonio 238.
- 1997: la Selección de fútbol de Chile vuelve a clasificar a un mundial (Francia 98)  tras 16 años sin asistir debido al castigo otorgado por la FIFA
- 1998: en los Estados Unidos aparece el microprocesador K6-2 a 400 MHz de la empresa AMD.
- 1999: en La Habana los dictadores Fidel Castro y Hugo Chávez inauguran un monumento ecuestre a Simón Bolívar.
- 2002: en Foshán, China comienza la Epidemia de síndrome respiratorio agudo grave
- 2003: en Oporto, Portugal, se inaugura el Estádio do Dragão.
- 2007: el cometa 17P/Holmes, supera al Sol con su coma.
- 2007: en Antofagasta (Chile), un terremoto de 7,7 grados en la escala Richter deja 2 muertos y 15 000 damnificados.
- 2009: Sentencia histórica del Caso González y otras (Campo Algodonero) de la Corte Interamericana de Derechos Humanos responsabilizando al Estado de México de feminicidio por primera vez.
- 2010: Se declara el Flamenco como Patrimonio Inmaterial de la Humanidad.[5]

- 2010:Se declara a la gastronomía mexicana como Patrimonio Cultural Inmaterial de la Humanidad por la UNESCO, en una ceremonia realizada en Kenia, África el día 16 de noviembre de 2010.
- 2022: Se lanza el vuelo Artemis 1 en el cohete SLS del Programa Artemis de la NASA el programa que pretende llevar de nuevo a los humanos hacia la Luna.

## Nacimientos
- 42 a. C.: Tiberio, emperador romano entre 14 y 37 (f. 37).
- 1436: Leonardo Loredan, dux veneciano (f. 1521).
- 1538: Santo Toribio de Mogrovejo, santo español (f. 1606).
- 1587: Joost van den Vondel, poeta y dramaturgo neerlandés (f. 1679).
- 1717: Jean Le Rond d'Alembert, matemático y filósofo francés (f. 1783).
- 1766: Rodolphe Kreutzer, violinista, director de orquesta y compositor francés (f. 1831).
- 1775: Joaquín Oliet Cruella, pintor español (f. 1849).
- 1779: Miguel de Pombo, prócer y mártir de la Independencia de Colombia (f. 1816).
- 1808: José Rufino Echenique, militar, político y presidente peruano (f. 1887).
- 1810: Karel Hynek Mácha, poeta checo (f. 1836).
- 1822: Rafael Berenguer y Condé, pintor español (f. 1890).
- 1835; Eugenio Beltrami, matemático italiano (f. 1900).
- 1836: David Kalakaua, rey hawaiano (f. 1891).
- 1839: Louis-Honoré Fréchette, poeta franco-canadiense (f. 1908).
- 1841: Agustín Riancho, pintor español (f. 1929).
- 1843: Odoardo Beccari, botánico italiano (f. 1920).
- 1844: Fernando Álvarez de Sotomayor y Flores, militar e inventor español (f. 1912).
- 1850: Federico Errázuriz Echaurren, político y presidente chileno (f. 1901).
- 1861: Georgina Febres-Cordero, religiosa venezolana (f. 1925).
- 1873: W. C. Handy, compositor y músico estadounidense de blues (f. 1958).
- 1874: Aleksandr Kolchak, marino, militar y explorador ruso (f. 1920).
- 1885: José Kentenich, sacerdote alemán, fundador del Movimiento Apostólico de Schoenstatt (f. 1968).
- 1888: Luis Cluzeau Mortet, compositor de música clásica y músico uruguayo (f. 1957).
- 1890: Elpidio Quirino, presidente filipino (f. 1956).
- 1892: Tazio Nuvolari, piloto de carreras italiano (f. 1953).
- 1895: Paul Hindemith, compositor alemán (f. 1963).
- 1896: Oswald Mosley, filósofo y político británico (f. 1980).
- 1899: Warren McCulloch, neurólogo y cibernético estadounidense (f. 1969).
- 1903: Thorold Dickinson, cineasta británico (f. 1984).
- 1904: Nnamdi Azikiwe, presidente nigeriano (f. 1996).
- 1905: Eddie Condon, músico de jazz estadounidense (f. 1973).
- 1906: Papillón (Henrí Charrière), famoso convicto (f. 1973).
- 1907: Burgess Meredith, actor estadounidense (f. 1997).
- 1908: Nicolás Lindley López, militar y político peruano, presidente del Perú en 1963 (f. 1963).
- 1913: Ramón Sijé, escritor, periodista y abogado español (f. 1935).
- 1915: Eduardo Simián, ingeniero chileno (f. 1995).
- 1916: Daws Butler, actor de voz estadounidense (f. 1988).
- 1916: Malvina Pastorino, actriz argentina (f. 1994).
- 1917: Manuel Benítez Rufo, político español (f. 2004).
- 1917: Manuel Criado de Val, filólogo español (f. 2015).
- 1922: Gene Amdahl, arquitecto computacional noruego-estadounidense (f. 2015).
- 1922: José Saramago, escritor, periodista y dramaturgo portugués, premio nobel de literatura en 1998 (f. 2010).
- 1922: José-Augusto França, historiador y crítico de arte portugués (f. 2021).
- 1924: Mel Patton, atleta estadounidense (f. 2014).
- 1927: Franz Jalics, sacerdote, teólogo y escritor húngaro-alemán (f. 2021).
- 1927: Jiaser, historietista español (f. 2011).
- 1928: Alfonso Rangel Guerra, abogado, humanista, pensador, escritor, catedrático y académico mexicano (f. 2020).
- 1930: Chinua Achebe, escritor nigeriano (f. 2013).
- 1930: Salvatore Riina, delincuente y asesino mafioso italiano (f. 2017).
- 1930: Alice Adams, artista estadounidense
- 1931: Luciano Bottaro, historietista italiano (f. 2006).
- 1931: José Casas Gris, futbolista español (f. 2010).
- 1934: Alfonso Mejía, actor mexicano (f. 2021).
- 1935: France-Albert René, político seychelense, primer ministro de Seychelles entre 1976 y 1977 y Presidente de Seychelles entre 1977 y 2004 (f. 2019).
- 1935: Mohamed Husein Fadlalá, ayatolá iraquí (f. 2010).
- 1937: Gerardo Chávez, pintor peruano.
- 1938: Robert Nozick, filósofo estadounidense (f. 2002).
- 1939: Eduardo Bauzá, político argentino (f. 2019).
- 1940: Jorge Roldán, futbolista y entrenador guatemalteco (f. 2023).
- 1941: Angelo Gilardino, guitarrista clásico, compositor y musicólogo italiano (f. 2022).
- 1941: Ann McLaughlin Korologos, política estadounidense, secretaria de Trabajo entre 1987 y 1989 (f. 2023).[6][7]
- 1942: Joanna Pettet, actriz anglo-estadounidense.
- 1944: Máximo Valverde, actor español.
- 1945: Juan Bautista Stagnaro, cineasta argentino.
- 1946: Terence McKenna, escritor, filósofo, etnobotánico y psiconauta estadounidense (f. 2000).
- 1947: Iñaki Anasagasti, político español.
- 1947: Enrique Carbajal (Sebastián), escultor mexicano.
- 1948: Norbert Lammert, político alemán.
- 1949: Michel Daerden, político belga (f. 2012).
- 1950: Amelia Valcárcel, filósofa y feminista española.
- 1950: Harvey Martin, jugador estadounidense de fútbol americano (f. 2001).
- 1951: Sibila Camps, periodista, escritora y docente argentina.
- 1951: Miguel Sandoval, actor estadounidense.
- 1952: Shigeru Miyamoto, diseñador de videojuegos japonés.
- 1952: José Luis García Agraz, cineasta mexicano.
- 1953: Jesús Caudevilla Pastor, escritor español.
- 1955: Guillermo Lasso, político ecuatoriano, Presidente del Ecuador entre 2021 y 2023.
- 1955: Héctor Cúper, futbolista y entrenador argentino.
- 1958: Marg Helgenberger, actriz estadounidense.
- 1961: Corinne Hermès, cantante francesa.
- 1961: Sabino Méndez, músico español, de la banda Loquillo y los Trogloditas.
- 1962: Manolo Rojas, comediante, imitador, actor, cantante y compositor peruano.
- 1962: Gary Mounfield, músico británico, de la banda Primal Scream.
- 1962: Leo Harlem, cómico y actor español.
- 1964: Valeria Bruni Tedeschi, actriz italiana.
- 1964: Diana Krall, pianista y cantante canadiense de jazz.
- 1965: Dave Kushner, guitarrista estadounidense, de la banda Velvet Revolver.
- 1965: Yamila Cafrune, cantante argentina.
- 1965: Benny Kouwenhoven, regatista neerlandés.
- 1965: Jan Kouwenhoven, regatista neerlandés.
- 1966: Christian Lorenz, músico alemán, de la banda Rammstein.
- 1967: Lisa Bonet, actriz estadounidense.
- 1970: Martha Plimpton, actriz estadounidense.
- 1971: Sandra Guzmán, actriz colombiana.
- 1971: Mustapha Hadji, futbolista marroquí.
- 1971: Aleksandr Popov, nadador ruso.
- 1972: Missi Pyle, actriz estadounidense.
- 1972: Michael Irby, actor estadounidense.
- 1973: Christian Horner, piloto británico, director deportivo del equipo de Fórmula 1 Red Bull Racing.
- 1974: Eric Judy, bajista estadounidense, de la banda Modest Mouse.
- 1974: Paul Scholes, futbolista británico.
- 1975: Julio Lugo, beisbolista dominicano (f. 2021).
- 1975: Dani Borreguero, futbolista español.
- 1976: Babo, rapero mexicano, de la banda Cartel de Santa.
- 1977: Maggie Gyllenhaal, actriz estadounidense.
- 1978: Santiago Peña, político paraguayo, presidente de Paraguay desde 2023.
- 1979: Edu Albácar, futbolista español.
- 1979: Alejandro Estrada, actor colombiano.
- 1981: Kate Miller-Heidke, cantante y actriz australiana.
- 1982: Amare Stoudemire, baloncestista estadounidense.
- 1982: Caterin Escobar, actriz colombiana.
- 1982: Pere Aragonès, político español.
- 1983: Britta Steffen, nadadora alemana.
- 1984: Catherine Velasteguí, actriz y presentadora de televisión ecuatoriana.
- 1984: Kimberly J. Brown, actriz estadounidense.
- 1984: Mark Bunn, futbolista inglés.
- 1986: Cezar Washington Alves Portela, futbolista brasileño.
- 1988: Siva Kaneswaran, cantante irlandés, de la banda The Wanted.
- 1988: Vito Wormgoor, futbolista neerlandés.

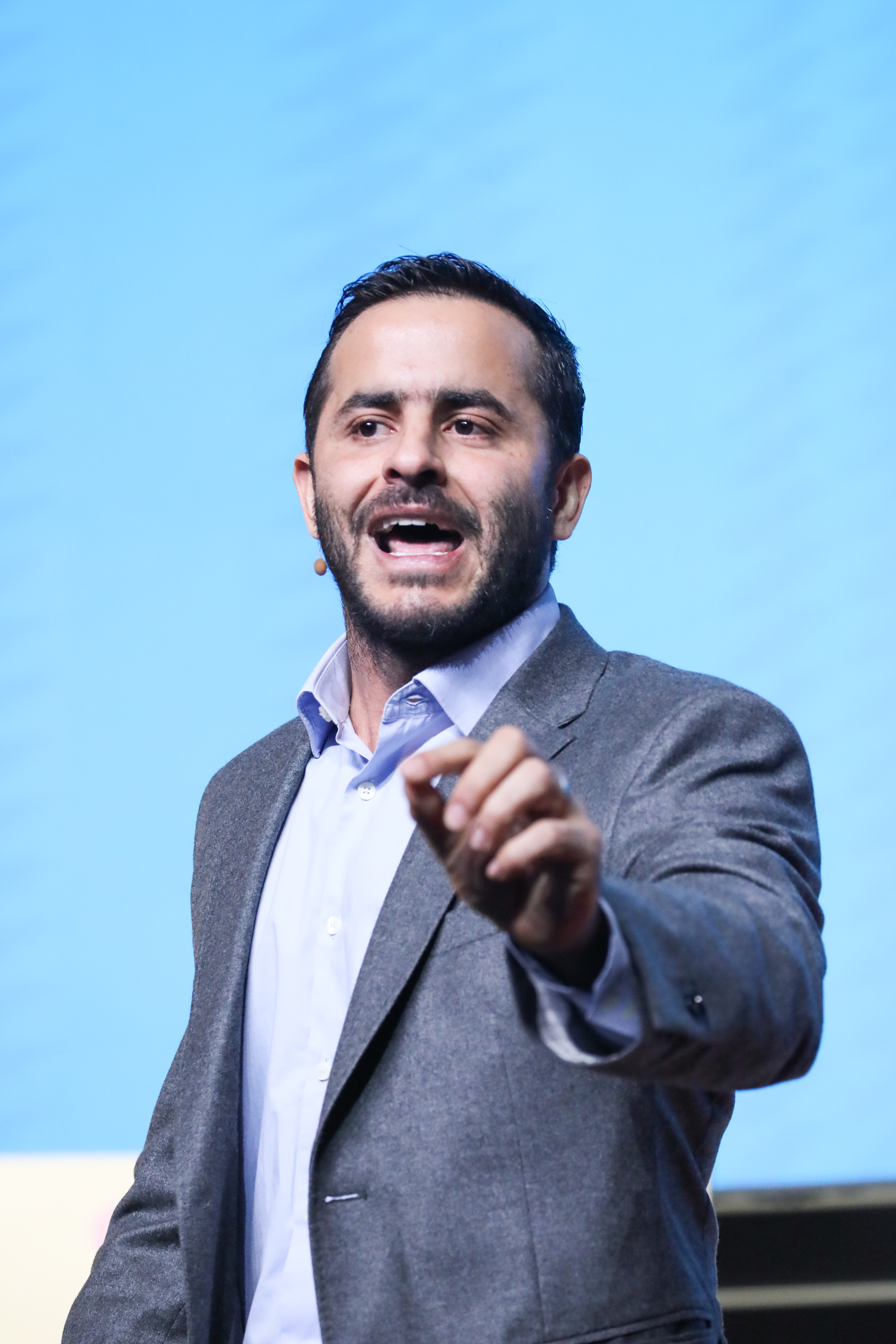
Erasmo Zuleta

- 1989: Erasmo Zuleta, político colombiano, Gobernador de Córdoba desde 2024.
- 1991: Park Hyung-sik, actor y cantante surcoreano.
- 1991: Akapellah, rapero y freestyler venezolano.
- 1992: Marcelo Brozović, futbolista croata.
- 1992: Shahin Abdulrahman, futbolista emiratí.
- 1993: Nélson Semedo, futbolista portugués.
- 1993: Haris Duljević, futbolista bosnio.
- 1993: Pete Davidson, comediante estadounidense.
- 1995: Noah Gray-Cabey, actor estadounidense.
- 1996: Tomás Andrade, futbolista argentino.
- 1996: Daniela Henao Salgado, futbolista colombiana.
- 1996: Lukas Nilsson, balonmanista sueco.
- 1996: Manaf Younis, futbolist iraquí.
- 1997: Bruno Guimarães, futbolista brasileño.
- 1998: Inese Tarvida, taekwondista letona.
- 1998: José Ortiz Cortes, futbolista colombiano.
- 1998: Ashraf Mugume, futbolista ugandés.
- 1998: Raoul Bonah, esgrimidor alemán.
- 1999: Radosław Majecki, futbolista polaco.
- 1999: Mats Wieffer, futbolista neerlandés.
- 1999: Joan Ferrán Bernácer, baloncestista español.
- 1999: Yehvann Diouf, futbolista francés.
- 2001: Gonzalo Bressan, baloncestista argentino.
- 2004: Jack Champion, actor estadounidense.
- 2005: Mariam Mamadashvili, cantante georgiana.
- 2006: Mason Ramsey, cantautor estadounidense.

## Fallecimientos
- 1093: Margarita, reina escocesa, esposa de Malcolm III, y santa católica y anglicana (n. 1045).
- 1272: Enrique III, rey inglés (n. 1207).
- 1302: Gertrudis de Helfta, monja cisterciense alemana, santa católica (n. 1256).
- 1613: Andrés Rey de Artieda, escritor español (n. 1549).
- 1632: Gustavo II Adolfo, rey sueco (n. 1594).
- 1724: Jack Sheppard, ladrón británico (n. 1702).
- 1745: Johann Lukas von Hildebrandt, arquitecto austriaco (n. 1668).
- 1797: Federico Guillermo II, rey prusiano (n. 1744).
- 1799: Pehr Kalm, botánico y explorador sueco (n. 1716).
- 1831: Carl von Clausewitz, general y teórico militar prusiano (n. 1780).
- 1836: Lorenzo de Zavala, político e historiador mexicano (n. 1788).
- 1837: Luis Quintanar, militar y político mexicano (n. 1772).
- 1878: Manuel Pardo y Lavalle, político peruano, presidente entre 1872 y 1876 (n. 1834).
- 1885: Louis Riel, político canadiense (n. 1844).
- 1891: Pedro Martínez, general mexicano (n. 1835).
- 1899: Vincas Kudirka, poeta lituano (n. 1858).
- 1920: Anna Kalmanovich, escritora, feminista y sufragista rusa (n. ?).
- 1931: Joshua Millner, tirador irlandés (n. 1847).
- 1935: Artemio Zeno, médico y cirujano argentino (n. 1884).
- 1942: Joseph Schmidt, tenor rumano (n. 1904).
- 1947: Joaquín Gallegos Lara, escritor ecuatoriano (n. 1911).
- 1959: Florencio Molina Campos, pintor y dibujante argentino (n. 1891).
- 1960: Clark Gable, actor estadounidense de cine (n. 1901).
- 1968: Vicente Lombardo Toledano, político mexicano (n. 1894).[8]
- 1970: Luis Jiménez de Asúa, político español (n. 1889).
- 1971: Edie Sedgwick, actriz y modelo estadounidense (n. 1943).
- 1971: Demetrio Carceller Segura, político español (n. 1894).
- 1973: Alan Watts, filósofo y escritor británico (n. 1915).
- 1975: Wynn Bullock, fotógrafo estadounidense (n. 1902).
- 1978: Alfonso Quiroz Cuarón, primer criminólogo mexicano (n. 1910).
- 1981: William Holden, actor estadounidense (n. 1918).
- 1985: Omayra Sánchez, niña colombiana fallecida en la Tragedia de Armero (n. 1972).
- 1987: Zubir Said, compositor singapurense (n. 1907).
- 1987: Jean Maitron, historiador francés (n. 1910).
- 1988: Federico Méndez Tejeda, compositor mexicano.
- 1989: Ignacio Ellacuría, teólogo español (n. 1930).
- 1989: Segundo Montes, filósofo y cientista social español (n. 1933).
- 1989: Juan Ramón Moreno, jesuita español (n. 1933).
- 1991: Alberto Girri, poeta y traductor argentino (n. 1919).
- 1993: Lorenzo Hierrezuelo, músico cubano (n. 1907).
- 1993: Tomás Garcés, poeta y periodista español (n. 1901).
- 1993: Lucia Popp, soprano eslovaca (n. 1939).
- 1993: Touhí, la primera panda gigante en nacer en cautiverio fuera de China y mantenerse con vida (n. 1981).
- 1997: Georges Marchais, político francés (n. 1920).
- 1999: Daniel Nathans, microbiólogo estadounidense, premio Nobel de Fisiología o Medicina en 1978 (n. 1928).
- 2000: Joe C., rapero estadounidense (n. 1974).
- 2000: Eulalia Ruiz de Clavijo, procuradora española (n. 1904).
- 2001: Carlos Estrada, actor argentino (n. 1927).
- 2001: Tommy Flanagan, pianista estadounidense (n. 1930).
- 2005: Edgardo Di Meola, futbolista argentino (n. 1950).
- 2005: Paul Noel, baloncestista estadounidense (n. 1924).
- 2005: Henry Taube, químico canadiense, premio Nobel de Química en 1983 (n. 1915).
- 2006: Milton Friedman, economista estadounidense, Premio en Ciencias Económicas en memoria de Alfred Nobel en 1976 (n. 1912).
- 2006: Pablo Shilton, actor, director y productor argentino (n. 1968).
- 2007: Gene Golub, matemático estadounidense (n. 1932).
- 2008: Luisín Landáez, cantante venezolano (n. 1931).
- 2009: Antonio de Nigris, futbolista mexicano (n. 1978).
- 2009: Edward Woodward, actor británico (n. 1930).
- 2010: Claude Strebelle, arquitecto belga (n. 1917).
- 2011: Armando Morales, pintor nicaragüense (n. 1927).
- 2012: Fernando Casanova, actor mexicano (n. 1925).
- 2014: Héctor Arredondo, actor mexicano (n. 1970).
- 2014: Javier Azagra Labiano, obispo español (n. 1923).
- 2014: Josep Maria Bachs, presentador de radio y televisión español (n. 1944).
- 2014: Antoni Badia i Margarit, filólogo y lingüista español (n. 1920).
- 2014: Serge Moscovici, psicólogo social francés (n. 1925).
- 2014: José Luis Viejo, ciclista español (n. 1949).
- 2015: Joan Bosch Palau, cineasta español (n. 1925).
- 2019: José Carol Archs, escritor español (n. 1927).
- 2021: Raúl Parentella (81), pianista, arreglador y compositor argentino (n. 1940).
- 2022: Carol Leigh, artista, prostituta y activista por los derechos de las trabajadoras sexuales estadounidense (n. 1951).
- 2022: Nicki Aycox, actriz estadounidense (n. 1975).

## Celebraciones
- Día Internacional del Patrimonio Mundial. Más conocido como Patrimonio de la Humanidad.

- Día Internacional para la Tolerancia. Jornada mundial promovida por la Unesco que busca fomentar la comprensión mutua y el respeto entre todas las personas, sin importar su origen étnico, religión, género u orientación sexual.

- Día Internacional del Flamenco.[9] Celebración para reconocer y preservar la riqueza cultural y artística de este género musical y baile tradicional de España.

- Día Mundial de la Cetrería. Esta fecha busca concientizar sobre la importancia de esta práctica y el cuidado de las aves de presa. La cetrería es un arte de caza que consiste en entrenar aves rapaces para cazar o mantener zonas comunes.

 Por países
(Por orden alfabético)
- Argentina:
  - Día del Trabajador Judicial.[10]
  - Día del Deportista.[10][11]
    -  Misiones: 
      - Aniversario de Loreto.[12]
16 de noviembre de 1939 (85 años).

- Cuba:
  - Aniversario de la fundación de La Habana (hace ya 505 años, 7 meses y 17 días). Este día de 1519, Diego Velázquez de Cuéllar funda la aldea de San Cristóbal de La Habana, que con el tiempo se convertiría en una de las ciudades más importantes de América.

- Estados Unidos:
  - Día Nacional de la Comida Rápida.
(en inglés: National Fast Food Day). Una oportunidad para deleitarse con las hamburguesas, papas fritas, pizzas y otros alimentos rápidos favoritos.
  - Día Nacional del Botón.
(en inglés: National Button Day).
  - Día de la Empresa Social.
(en inglés: Social Enterprise Day).

- Islandia: 
  - Día de la Lengua Islandesa.

- México: 
  - Día de la Gastronomía Mexicana. Celebra la diversidad de la comida tradicional mexicana, reconocida a nivel mundial por su sabor, ingredientes autóctonos y técnicas culinarias únicas. La gastronomía mexicana fue inscrita en la Lista Representativa del Patrimonio Cultural Inmaterial de la Humanidad por la Unesco en 2010.
  - Día del Criminólogo.

- Paraguay: 
  - Día de la Infantería Paraguaya.[13]

### Santoral católico
- Nuestra Señora de Ostra Brama.

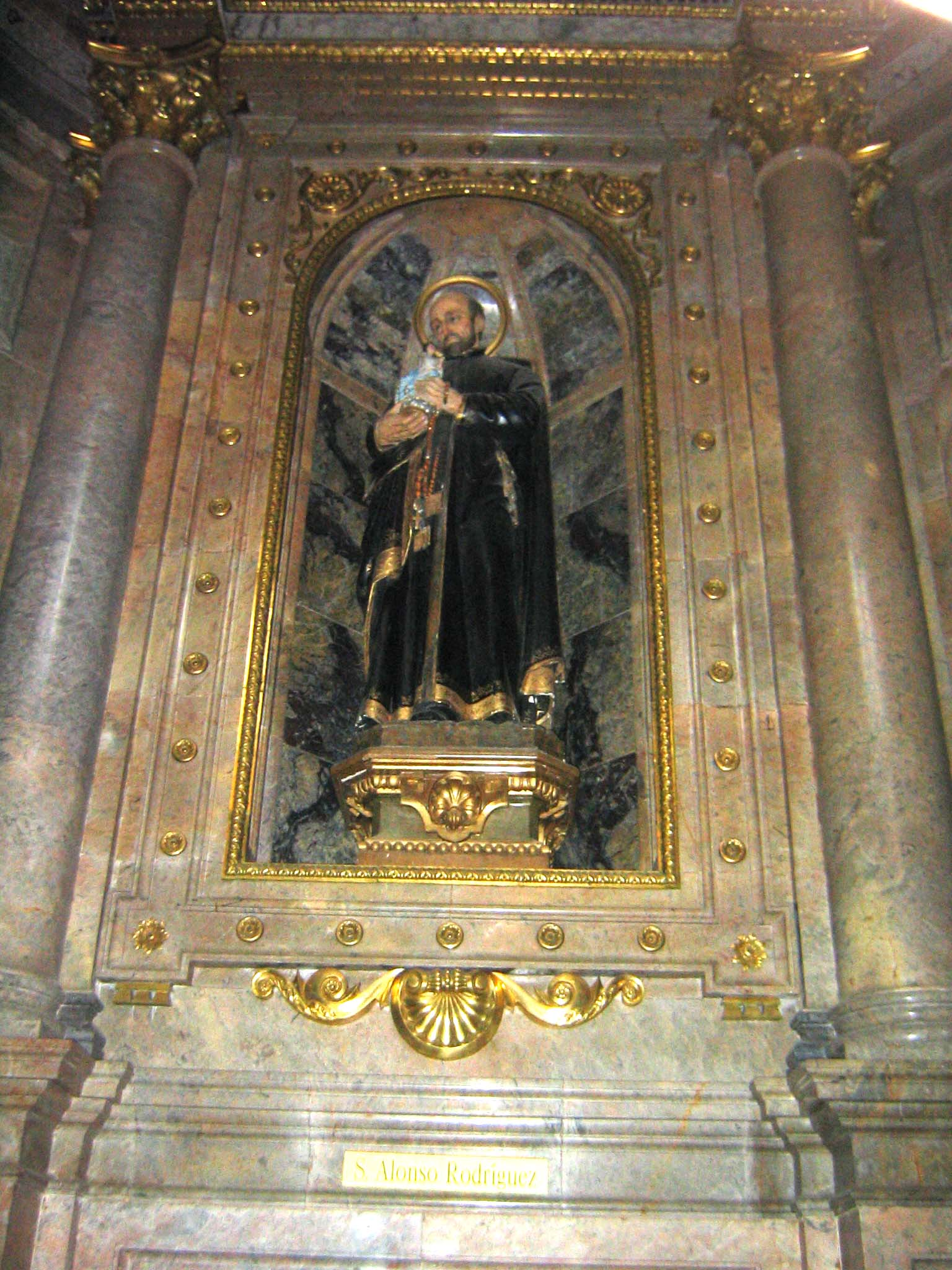
San Alfonso Rodríguez Olmedo fue un mártir jesuita español, destinado a las misiones en Paraguay. Canonizado por el papa Juan Pablo II el 16 de mayo de 1988.

- San Alfonso Rodríguez Olmedo (imagen ilustrativa).
- San Edmundo Rich.
- San Euquerio de Lyon.
- San Fidencio.
- Santa Gertrudis Magna.
- Santa Inés de Asis.
- Santa Margarita de Escocia.[14]
- San Otmaro de Suiza.
- Beato Eduardo Osbaldeston.
- Beata Lucia de Narni.
- Beato Simeón de Cava.